# Die Brücke mit den drei Bögen
Die Brücke mit den drei Bögen (Originaltitel: Ura me tri harqe) ist ein Roman des albanischen Schriftstellers Ismail Kadare (1936–2024) aus dem Jahr 1978. Die deutsche Erstausgabe erschien 2005 im S. Fischer Verlag, Frankfurt am Main. Es gehört zu den berühmtesten Werken des albanischen Autors.

## Handlung
Es ist das Jahr 1378 und an einem Fluss in Albanien soll eine Steinbogenbrücke erbaut werden. Doch die Bauarbeiten werden immer wieder von Sabotagen behindert und die Einwohner des nahen Dorfes verurteilen bald das Bauwerk als „das Rückgrat des Teufels“. Nach ihrer Meinung verlangen die Geister des „Bösen Wassers“, wie der Fluss genannt wird, für die Brücke ein Opfer. Eines Morgens wird letztendlich ein eingemauerter Mann in der Brücke gefunden und die Bauarbeiten werden erfolgreich beendet.
Erzählt wird die Geschichte von dem Mönch Gjon, von Kadare nach dem berühmten Priester Gjon Buzuku benannt. Er ist Symbol des „Albanertums“ und des albanischen Widerstandes gegen die heranrückenden Osmanen, die die Heimat von Gjon bedrohen.

## Zitate
- Draußen standen mit bestürzten Mienen zwei Nachbarn. Um die Augen hatten sie rote Ränder. »Was gibt es?« fragte ich. »Was ist geschehen?« Sie griffen sich mit den Händen an die Kehle, als wollten sie die Worte herausschütteln. »An der Brücke, Gjon … unter dem ersten Bogen … Murrash Zenebisha … man hat ihn eingemauert.« »Das kann nicht sein!« (Kapitel XXXVIII)
- Niemand ging über die Brücke. Nicht einmal der blöde Gjelosh. Die kalten Winde strichen über sie hinweg, fuhren unter den Bögen hindurch, dann kamen auch sie zur Ruhe, und die Brücke schwebte fremd und unnütz in der Luft. Die menschlichen Schritte, die eigentlich auf sie hätten zukommen sollen, bewegten sich stattdessen von ihr weg, wichen aus und zurück, man suchte nach einer Furt, rief mit brüchiger Stimme nach dem Fährmann, wäre sogar bereit gewesen, den Fluss schwimmend zu überqueren, auf die Gefahr hin, von Strudeln hinabgerissen zu werden und zu ertrinken, nur um keinen Fuß auf die Brücke setzen zu müssen. Niemand wollte über den Toten hinweggehen. (Kapitel XLVII)
- Gestern, als ich mein Abendgebet sprach, widerfuhr es mir, daß ich statt der Worte aus der Heiligen Schrift »Es werde Licht!« ganz unwillkürlich »Es werde Arberien!« sagte, so, als gebe es Arberien schon gar nicht mehr … (Kapitel LV)

## Rezeption
Die Frankfurter Allgemeine Zeitung beschrieb den Roman als „einen mittelalterlichen Wirtschaftskrimi, der glänzend geschrieben und spannend zu lesen ist.“
Thomas Kacza erwähnt, dass sich Stoff und Stil an Die Brücke über die Drina (1945) von Ivo Andrić anlehnen. Es fänden sich auch „Ausländerfeindlichkeit“ und „reichlich nationalistischer Schwulst“.

## Ausgaben
- Ismail Kadare: Die Brücke mit den drei Bögen. 2. Auflage. Fischer, Frankfurt am Main 2010, ISBN 978-3-596-15763-1 (albanisch: Ura me tri harqe. Übersetzt von Joachim Röhm).

## Einzelbelege
1. ↑  Die Brücke mit den drei Bögen, Rezension. In: Frankfurter Allgemeine Zeitung, 5. Oktober 2002, aufgerufen am 1. November 2011.
2. ↑  Thomas Kacza: Ismail Kadare – verehrt und umstritten. Privatdruck, Bad Salzuflen 2013 (schweiz-albanien.ch [PDF]). PDF (Memento des Originals vom 2. April 2015 im Internet Archive)  Info: Der Archivlink wurde automatisch eingesetzt und noch nicht geprüft. Bitte prüfe Original- und Archivlink gemäß Anleitung und entferne dann diesen Hinweis.
3. ↑  Jean-Paul Champseix: Un pont dans la tourmente balkanique Ivo Andric’ et Ismaïl Kadaré. In: Revue de littérature comparée. n° 305, Nr. 1, 2003, S. 49–60 (Zusammenfassung).